# Zoulabot I
Pour les articles homonymes, voir Zoulabot I (Ngoyla) et Zoulabot.
Zoulabot I est un village du Cameroun situé dans la région de l'Est et le département du Haut-Nyong. Il fait partie de l'arrondissement (commune) de Lomié.

## Population
En 1964-1965 on y dénombrait 186 habitants, principalement des Dzimou, ainsi que 35 pygmées.
Lors du recensement de 2005, la localité comptait 400 habitants. En 2016, un article de presse fait état de 6 300 personnes, pour la plupart des Zimé ou des Kako.

## Économie
La population de Zoulabot I tire ses ressources de l'agriculture (cacao, banane plantain, macabo, igname, arachides), de l'élevage (chèvres et moutons), de la chasse, de la cueillette et du ramassage de produits forestiers non ligneux.

## Infrastructures
La localité est dotée d'un CES public, qui accueille les élèves de la 6e à la 3e, également d’un centre de santé intégré (CSI), d’un poste de gendarmerie, d’un poste forestier et d’un centre d’état civil.